# Haematococcus pluvialis

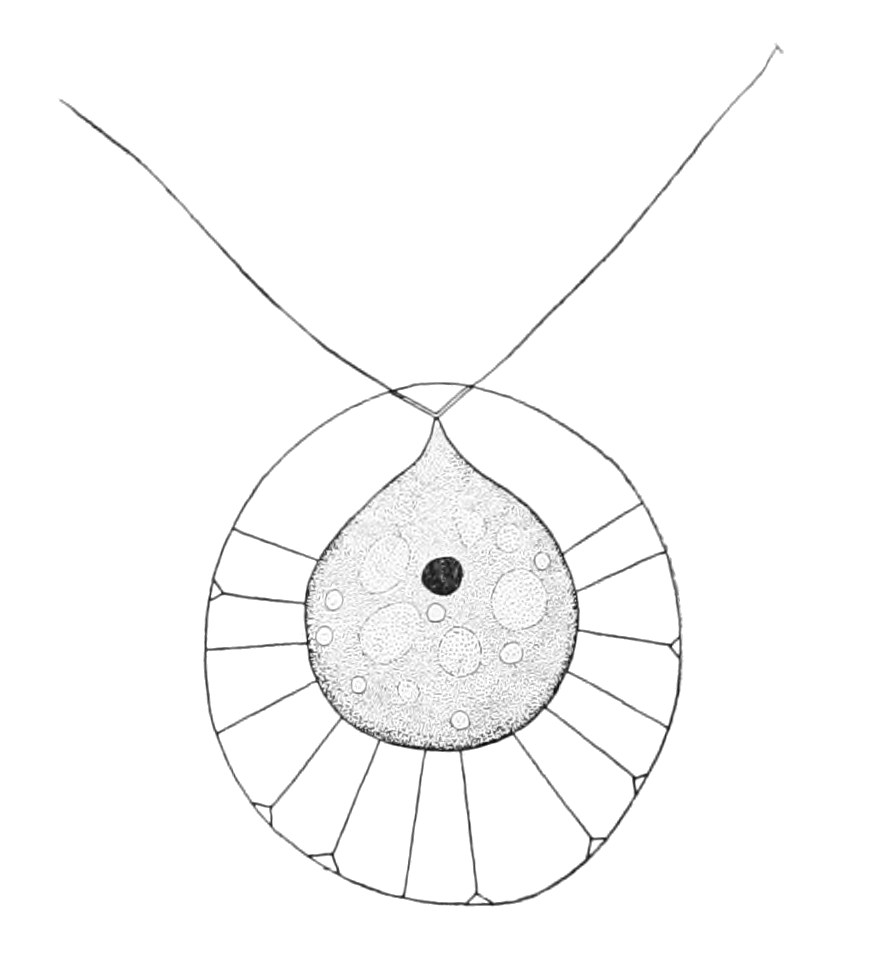
Dibujo de la célula flagelada de Haematococcus pluvialis

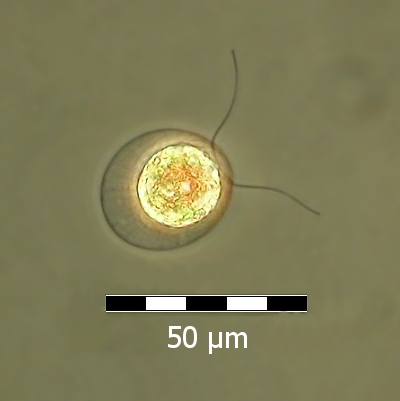
célula flagelada de Haematococcus pluvialis. La capa protectora está formada por una matriz extracelular rica en glicoproteínas (ECM). Esta Matriz es atravesada por plasmodesmos.

Haematococcus pluvialis es un alga verde de agua dulce, unicelular, de la familia de las Haematococcaceae. Esta especie es bien conocida por el alto contenido en astaxantina que presentan sus quistes de resistencia. La astaxantina es segregada como una forma de proteger el fotosistema cuando la célula percibe que las condiciones no son favorables y desencadena la respuesta de enquistamiento. Esta Astaxantina protege del daño oxidativo que pudiera ocasionarle al fotosistema una radiación de alta energía como la radiación UV, incluso se ha encontrado que puede originar una cierta resistencia a estos microorganismos frente a radiación gamma o rayos X. Algunos ejemplos de condiciones desfavorables pueden ser una radiación de alta energía, aumento de la salinidad, aumento del daño oxidativo al fotosistema, baja disponibilidad de nutrientes o desecación. Haematococcus pluvialis se encuentra comúnmente en climas templados de todo el mundo. Sus quistes son responsables del color rojo sanguinolento que se observa en la parte inferior de charcas formadas por agua de lluvia o en rojas sumergidas. Este alga tiene un interés biotecnológico creciente gracias a su acumulación de astaxantina y al alto valor económico que presenta esta en el mercado.

## Descripción
Alga unicelular, biflagelada con sus células encapsuladas por una pared ovoide, elipsoide, elipsoide cilíndrica o prácticamente esférica. Se incluye en Chlorophyta por poseer clorofila a y b, aunque puede estar enmascarada por otros pigmentos. Además presenta almidón como sustancia de reserva. La mayor parte del protoplasto está internamente separado de la pared celular y, que se conecta por delgados hilos que pueden ser simples o ramificados. La mayor parte de los protoplastos son ovoides o elipsoides y presentan dos flagelos apicales e iguales que penetran la pared celular de celulosa. Cloroplastos en forma de copa, en ocasión tubulares, con 1,2 (o varios) pirenoides y un estigma de gran tamaño. Núcleo central en el lumen del cloroplasto. Por lo general, muchas vacuolas contráctiles presentes. Cloroplastos y con frecuencia otras estructuras citoplasmáticas difíciles de distinguir, especialmente en las células más viejas, debido a la gran acumulación de hematocromo.
Su ciclo vital presenta polimorfismo celular con formas flageladas, palmeloides, y aplanosporas las cuales variarán en función del medio de cultivo. Reproducción asexual por división de las células vegetales en zoosporas en número de 4 a 8. Las células vegetativas con frecuencia se convierten en aplanosporas con paredes gruesas que producen zoosporas. Reproducción sexual isógama, la planozigota quadriflagelada pierde sus flagelos y secreta una pared engrosada al final del ciclo. Meiosis aparentemente zigóticas.
Presenta resistencia a los antibióticos cefalosporina (0,01 g/l), griseofulvina (0,1 g/l), anfotericina B (10 mg/l), y ampicilina (5 g/l). Griseofulvina y ampicilina no afecta al metabolismo y crecimiento del alga, así como la Cefalosporina y la amfotericina B sí lo hacen, ocasionando que la célula se enquiste.

## Taxonomía
Haematococcus pluvialis fue descrito de forma váida por J.Von Flotow en 1844, en la publicación "Beobachtungen über Haematococcus pluvialis. Verh. K. Leopol.-Carol. Akad. Naturf. 20:."

### Etimología
Haematococcus:  Nombre genérico compuesto por dos partes, Haemato- que hace referencia a su color rojo sangre y -coccus que hace referencia a la forma esférica de sus quistes.
pluvialis:  epíteto que hace referencia a que se puede encontrar en lugares con agua de lluvia.

## Hábitat
Haematococcus pluvialis es una especie distribuida mundialmente, habiendo sido reportada la presencia en todos los continentes menos en la Antártida hallándose en gran variedad de hábitats dulceacuícolas. Ha sido aislada a partir de cortezas secas, piedras, aguas de charcas de lluvia, o incluso en una pila de agua bendita de una iglesia de Suiza. Se halla en cursos de agua estacionales. Cuando las condiciones de ese curso de agua dejan de ser óptimas, esta microalga se enquista. Este tipo de respuesta le confiere la ventaja de ser muy resistente a multitud de factores ambientales como radiaciones de alta energía, frío extremo, tóxicos, etc.

## Distribución
De distribución mundial y muy común en todos los continentes, excepto, como se ha mencionado antes, en la Antártida. Ha sido encontrada en Sudáfrica, Australia y Nueva Zelanda,, Islas Svalbard, Gran Bretaña, Portugal, Rumania, España,, Argentina, Brasil, China, islas Hawái, Estados Unidos y Singapur.

## Cultivo
Haematococcus pluvialis es un alga verde con crecimiento mixotrófico, pero eminentemente fotoautótrofo. Posee clorofila a y b, y tiene la capacidad de sintetizar carotenoides como la Astaxantina que puede llegar a acumular en una proporción de incluso un 5% de su peso seco. Cultivos aislados de Haematococcus pueden crecer en condiciones heterotróficas en oscuridad usando nitrógeno orgánico y acetato como fuente de carbono. El lectotipo, Haematococcus pluvialis, ha podido ser cultivado en cultivo axénico en distintos medios. Es posible ver la composición de los medios en distintas bases de datos internacionales de cultivos.

### Cepas
Algunas colecciones de cultivos que cuentan con cepas son:
- UTEX Culture 2505 Haematococcus pluvialis
- CCAP Strain Number 34/6 Haematococcus pluvialis Flotow
- SCCAP Culture number K-0084 Haematococcus pluvialis Flot. 1844 em. Wille 1903
- BEA 1360B Haematococcus pluvialis Flotow

## Usos
Un uso muy común que se le da a esta Chlorophyta es para piensos en acuicultura y acuariofilia. De creciente interés y aplicación es el cultivo en raceways de esta microalga con fines alimenticios y con el objetivo de extraer astaxantina para venderla como suplemento alimenticio.

Otro uso cada vez más frecuente es en el sector cosmético, especialmente en las cremas antiedad, debido a que el efecto antioxidante de la astaxantina neutraliza los radicales libres.